# O-2372
O-2372 je analgetski kanabinoidni derivat koji je kreiralo preduzeće Organix Inc. za primenu u naučnim istraživanjima. On ima visok afinitet za CB1 i CB2 receptore, sa Ki vrednostima od 1,3 nM na CB1 i 0,57 nM na CB2, ali je u maloj meri rastvoran u vodi u poređenju sa drugim srodnim jedinjenjima, npr. O-2694, čije je metabolit.